# Дерюгины
Дерюгины (нем. von Derjugin, англ. von Derugin, Deryugin) — древний русский дворянский род, из «детей боярских» Рыльской местности. Род записан в дворянские родословные книги Курской, Воронежской, Петербургской, Псковской, Рязанской, Самарской, и Слободско-Украинской губерний.
Ветвь от Георгия Георгиевича Дерюгина (1915—1987) и его супруги Ирины Борисовны, урожд. княжны Шаховской — является потомством Рюриковичей по женской линии.
В XIX веке, особенно после отмены крепостного права в 1861 году, начали появляться носители фамилии среди крестьян, взявших фамилию по барину, но не являющиеся потомками дворянского рода.
После революции 1917 года, многие дворяне Дерюгины эмигрировали. Среди оставшихся большинство были репрессированы, многие были вынуждены скрывать своё происхождение, растворившись среди крестьян-однофамильцев.

## Этимология фамилии
Фамилия «Дерюгин» происходит от прозвища «Дерюга». Личность родоначальника рода Дерюгиных неизвестна, но известно, что сообщения о фамилий бояр в России начали появляться в XIV—XV веках.
В XIII веке, слово «дерюга» (лат. daruğa, перс. dārugheh‎) означало должность наместника, установленного в ставке хана для управления русскими княжествами покоренными во время монгольского нашествия. «Дерюге» тождествен наиболее распространенный тюркский термин «баскак».
Очередная теория предполагает возникновение прозвища по значению «грубый холст». Слово «дерюга» используется в отношении к ткани уже в XIII веке (см. Слово Даниила Заточеника).
Маловероятна теория происхождения фамилии от одноимённого топонима. Действительно, существует ряд деревень с названием «Дерюгино» — в Брянской, Курской и Орловской областях, однако род Дерюгиных возник до их появления. Скорее, деревни названы в честь своих владельцев-основателей, Дерюгиных.

## Происхождение и история рода

### Ранние Дерюгины
Дерюгины числятся в списках дворян и «детей боярских» в Исторической Летописи Курского Дворянства. Летопись толкует, что «дети боярские» были потомками бояр, унаследовавшие звание своих отцов и дедов и обязанные преимущественно воинскою службою, составляя земское ополчение и главную военную силу. Однако имя боярина основавшего род Дерюгиных неизвестно.
Ранними представителями рода являются Родион, Михаил, Савелий и Роман Дерюгины, жившие около 1580—1620 годах в Рыльской местности. Известно, что Роман Дерюгин являлся владельцем деревень Колтычеево и Стержень (нынче Мокроусово).
В те годы, подходило к концу правление Рюриковичей. Последовало Смутное время, завершившиеся наконец избранием Царя Михаила Феодоровича в 1613 году. Вскоре наступило завершение войны с Швецией, однако вражда с Речью Посполитой закончилась не сразу.
В военных действиях участвовали и сыновья вышеупомянутых Дерюгиных. В списках дворян и «детей боярских» Рыльского уезда, получивших в 1628—1632 годах за военную службу жалование в деньгах и с землею, числятся: Илья Романов сын Дерюгин, Степан Родивонов сын Дерюгин, Иван Михайлов сын Дерюгин, и Василей Савельев сын Дерюгин.
В 1633 году разыгралась Смоленская война с Польшей. Историческая Летопись Курского Дворянства гласит, что Степан Дерюгин был взят в плен при Осаде Путивля. Литовский урядник Криштоф Сеножацкий написал предложение Путивльским воеводам князю Никите Гагарину и Андрею Усову, обменять трех «детей боярских» — Дерюгина и двух других, за свою жену, которая в свою очередь была поймана путивльскими ратниками, когда те в взяли Роменскую крепость. В послании Сеножацкого были и письма пленников своим родным, в том числе и письмо Степана Дерюгина своей матери и братьям. В 1634 году, воеводы обратились к царю Михаилу Федоровичу Романову за разрешением на обмен пленников. В ответном письме воеводам Государь ответил: коли Литовцы не обменяют Ивана Колтовского, то «обменять тех детей боярских».

### Предпринимательство
В 1807 году Александр I подписал манифест дозволяя дворянам не находившимся на государственной службе записываться в две первые купеческие гильдии, сохраняя при этом свою принадлежность к дворянскому сословию. А с 1827 года дворяне могли записываться и в третью гильдию.
Появились купцы среди Дерюгиных, выделявшиеся среди Рыльских купцов в плане предприимчивости и вложившие свой капитал в промышленность.
В 1885 году Дерюгины основали лесопильный завод в Нижней слободе, приводившийся в действие паровой машиной. Паровой котел, установленный на заводе, был собственной клепки, производства мастерской Тюрина в Нижней слободе. Значительная часть продукции производилась для самопотребления и шла на изготовление судов.

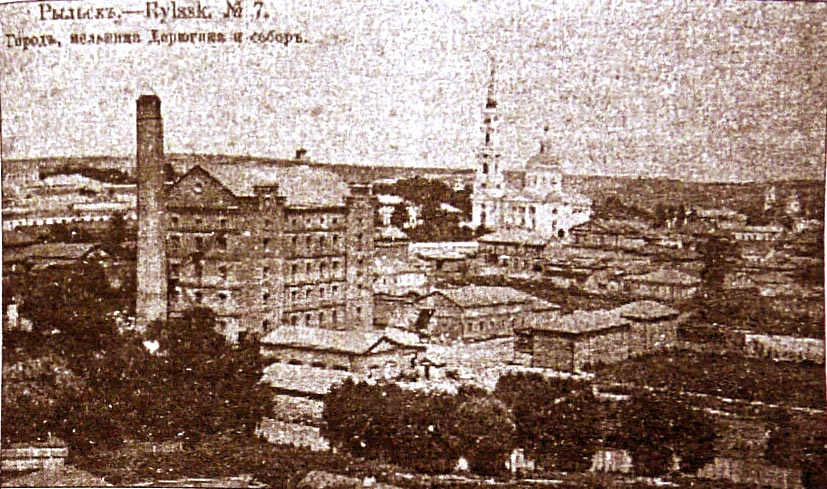
Мельница братьев Дерюгиных.

В 1886 году семья Дерюгиных, братья — Антон, Стефана, Якова и сёстры — Лидия, Анна, Варвара и Нина, во главе с Устином Анисимовичем основали огромную паровую мельницу. В Курской губернии она была ведущей, выдавая в год по 159 тысяч пудов муки, кормля Центральную Россию, Прибалтику и Польшу. «Дерюгина Мельница» выстояла Гражданскую и Великую Отечественную войны и работает по сей день. Но мукомолы говорят, что сегодня мельница не расходует и половины потенциала, данного ей почти полтора столетия назад.
Дерюгиным принадлежала и небольшая веревочная прядильная фабрика, которая находилась на ул. Полевой (Володарского), а также и земля в Боровском и деревня Дерюгино Благодатенской волости.

### Псковская ветвь
Псковские Дерюгины отличались яркой общественной и политической деятельностью и крупными землевладениями.
Среди владений Дерюгиных на Псковщине выделялось родовое имение Колосовка, известно своим благоустройством и красотою. Потомки Дерюгиных рассказывают, что А. С. Пушкин навестил Дерюгиных в Колосовке и сиживал там под старинным дубом. Известно, что Пушкин действительно был знаком с Дмитрий Андреевичем Дерюгиным ещё в Санкт-Петербурге и на протяжении всей жизни был тесно связан с Псковским краем.
Наиболее известными представителями Псковской ветви являются:
- Дмитрий Андреевич Дерюгин (1797—1866), родоначальник Псковской ветви Дерюгиных, переведен из Воронежской губернии в Псковскую палату штатского суда, стал владельцем деревень Колосовка, Корюшкино, Загорье, и Зехново. Позже его наследники приобрели деревни Касыгино, Петрово и Хряпьево.
- Михаил Дмитриевич Дерюгин (1839—1912), сын Дмитрия Андреевича, был надворным советником, почтенным смотрителем Псковского городского училища, гласным городской Думы, попечителем городского приходского училища, и земским начальником 4-го участка псковского уезда. Имел шестерых детей.
- Георгий Михайлович Дерюгин (1871—1933), старший сын Михаила Дмитриевича, был общественным деятелем и политиком, член IV Государственной думы от Псковской губернии. Входил в подпольную монархическую организацию «Великая единая Россия» пытавшуюся спасти царскую семью. Участвовал в Белом движении.
- Константин Михайлович Дерюгин (1878—1938), известный русский зоолог, гидробиолог и океанолог.
- Владимир Михайлович Дерюгин (1875 — после 1924?), камер-юнкер, зачислен в Придворный штат Его Императорского Величества Николая Второго, коллежский советник, обер-секретарь 1 го Департамента Правительствующего Сената, состоял за Обер-прокурорским столом.
- Анатолий Михайлович Дерюгин (1883—1943), служили в Сенате, но одновременно избирался в органы власти Псковского уезда, офицер Северо-Западной белой армии.

### Участие в Белом Движении

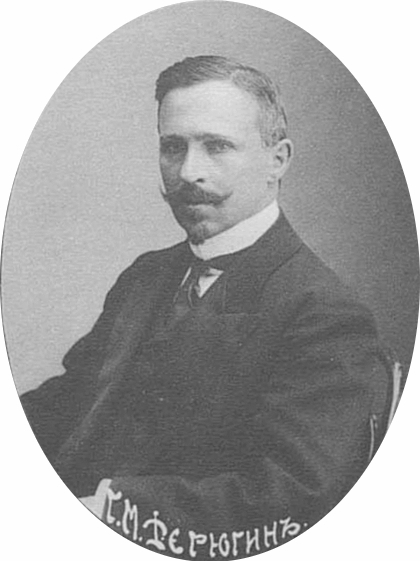
Георгий Михайлович Дерюгин.

Георгий Михайловичи Дерюгин входил в подпольную монархическую организацию Николая Евгеньевича Маркова. Летом 1917 года Дерюгин был связан с попыткой спасения и вывоза за границу семьи императора Николая II.
После неудачи, он выступал в качестве одного из организаторов Белого движения в России вместе с Николаем Николаевичем Лавриновским. В сентябре 1918 года отправился в Киев для встречи с генералом графом Келлером, чтобы просить того возглавить белую армию на Северо-Западе, затем вошел в Совет обороны Северо-3ападной области при командующем Северной армии белых войск. Был министром внутренних дел в Западно-русском правительстве (ЗРП) — антибольшевистском русском правительстве, образованном в Берлине летом 1919 года с целью представлять русские национальные интересы и власть, в случае завоевания русскою военною силою территорий на «Западе России».
Брат его Анатолий Михайлович Дерюгин служили офицером в антибольшевистской Северо-Западной белой армии.

### Дерюгины за границей
В результате революции 1917 года, когда к имению Колосовке подошли большевики, семья Георгия Михайловича вынуждена была бежать за границу. Сам-же Георгий Михайлович бежал из Петербурга в Швецию по документам, которые дал ему шведский посол. Из Швеции он поехал к вдовствующей императрице Марии Федоровне в Копенгаген и там узнал, что его семья в Берлине и присоединился к ним.
В Германии, а позже в США, Дерюгины продолжали вести общественную деятельность в сфере общества русских иммигрантов и помогали русским военнопленным. Наиболее известными представителями рода являются:
- Георгий Георгиевич Дерюгин (1915—1987) — сын Георгия Михайловича, профессор факультета экономических наук Берлинского университета и университета УНРРА (UNRRA) для «перемещённых лиц» в Мюнхене. Женился на княжне Ирине Борисовне Шаховской и имел четырёх сыновей. Переехал в США в 1955 году и преподавал в Университете Южной Калифорнии, институте советологии при Миддльберийском колледже, и Университете штата Калифорния в Сан-Франциско. Труды Дерюгина посвящены вопросам районирования, внутренней торговле и денежной системе СССР[21].
- Татьяна Георгиевна Варшавская, урож. Дерюгина (1923—2019) — дочь Георгия Михайловича, работала личным переводчиком писателя А. И. Солженицына и переводчиком в ООН. Вышла замуж за известного публициста Русского зарубежья Владимира Варшавского.
- Владимир Георгиевич Дерюгин (род. 1949) — сын Георгия Георгиевича, священник, религиозный и общественный деятель. Участвовал в переговорах со штатом Калифорния о сохранении культурного центра и национального исторического памятника Форт-Росса и являлся членом комитета по археологическим раскопкам кладбища Форт-Росса[22]. Ранний приверженец идеи единства Русской Православной Церкви. Ведет пастырскую деятельность в Кремниевой долине.
- Никита Георгиевич Дерюгин (1953—2014) — сын Георгия Георгиевича, нейрохирург-исследователь, автор более 100 научных публикаций[23], консультант в сфере биотехнологической промышленности. Разрабатывал нейрохирургическую методику в Стэнфордском университете и Калифорнийском университете в Сан-Франциско. Активный член Конгресса Русских Американцев.

## Титул
Дерюгины относились к нетитулованному дворянству, занимая среди этой группы уважаемое положение. В соответствии со статусом, Дерюгины за границей нередко именовались фон-Дерюгинами.

## Описание герба
В верхней половине щита в красном поле изображен стоящий на задних лапах золотой лев, держащий в передних лапах боевой топор (секиру) с белым наконечником. На нижней половине гербового щита, правое, лазуревое поле разделено на две части, в верхней изображен летающий белый голубь, а в нижней белая крепость. Левое зелёное поле нижней половины гербового щита разделено по диагонали белой полосой. Щит увенчан дворянским шлемом и короной со страусовыми перьями, из них два синих, а среднее красного цвета. Намет на щите красный подложенный серебром. Щит держат два льва. Девиз: «За правду не устрашусь» черными буквами на белой ленте.
По неизвестным обстоятельствам, герб рода Дерюгиных так и не был внесен в Общий гербовник дворянских родов Российской империи. Однако изображение сохранилось в достоянии Псковской ветви семьи Дерюгиных и передалось через поколения.

## Имения и топонимы

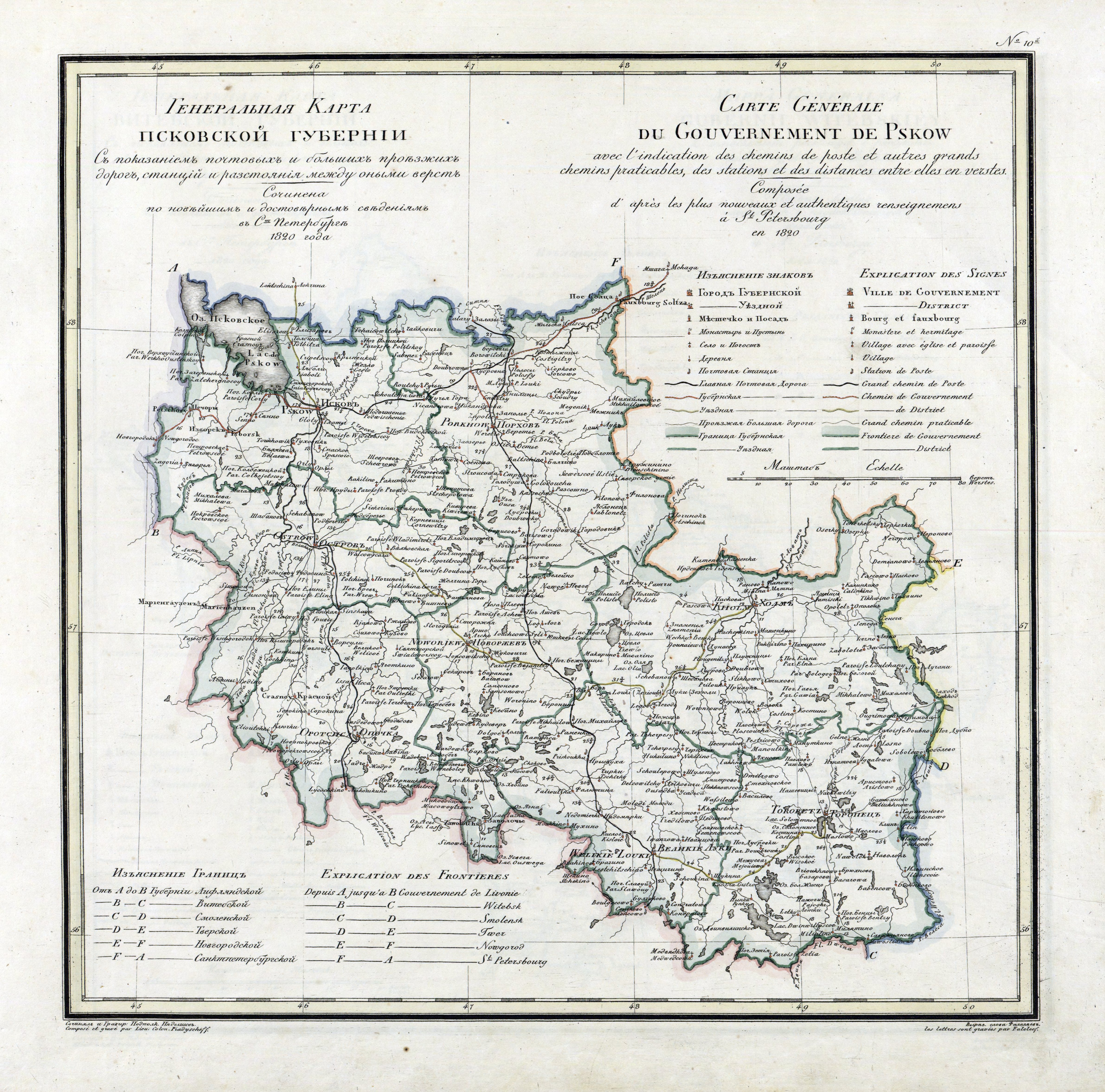
Карта административного деления Псковской губернии. 1820 год

Список бывших Дерюгинских имений и нынешних топонимов:
- Колосовка — деревня в Печорском районе Псковской области, родовое имение ряду потомков Д. А. Дерюгина.
- Хряпьево — деревня в Бежаницком районе Псковской области.
- Корюшкино — деревня в Псковской области.
- Велье — деревня в Печорском районе Псковской области.
- Зехново — деревня в Печорском районе Псковской области.
- Косыгино — деревня в Печорском районе Псковской области.
- Петровская — деревня в Псковском уезде Псковской области.
- Аксеново — деревня в Островском районе Псковской области.
- Гурушка — деревня в Островском районе Псковской области.
- Загорье — деревня в Островском районе Псковской области.
- Косталенка — деревня в Островском районе Псковской области.
- Красново — деревня в Островском районе Псковской области.
- Лаврово — деревня в Островском районе Псковской области.
- Самсонкова — деревня в Островском районе Псковской области.
- Скуратово — деревня в Островском районе Псковской области.
- Хоронево — деревня в Островском районе Псковской области.
- Шевелево — деревня в Островском районе Псковской области.
- Стержень — древнее название деревни Мокроусово в Хомутовском районе Курской области.
- Дерюгино — железнодорожная станция в Дмитриевском районе Курской области.
- Дерюгино — село в Дмитриевском районе Курской области.
- Дерюгино — деревня в Кореневском районе Курской области.
- Дерюгино — деревня в Комаричском районе Брянской области.
- Дерюгино — деревня в Сосковском районе Орловской области.
- Бухта Дерюгина — в море Лаптевых, названа в честь Константина Михайловича Дерюгина.
- Гора Дерюгина — в Антарктиде, названа в честь Константина Михайловича Дерюгина.
- Залив Дерюгина — на острове Земля Георга в Баренцевом море, назван в честь Константина Михайловича Дерюгина.
- Озеро Дерюгина — на Новой Земле у залива Русанова, названо в честь Константина Михайловича Дерюгина[27].
- Котловина Дерюгина — в Охотском море, названа в честь Константина Михайловича Дерюгина.